# Eikasía
El término eikasía ( griego antiguo: εἰκασία ), el cual podría ser traducido por "imaginación" o "Aprensión de imágenes", fue empleado por Platón refiriéndose a una forma humana de tratar las apariencias. Particularmente, se identificaría como la subsección inferior del segmento visible y representa imágenes, las cuales Platón describe como "primero sombras, luego reflejos en el agua y en todos los materiales compactos, lisos y brillantes". A su juicio, tanto la eikasía como el pistis se suman a la doxa, ocupándose esta de la génesis (devenir).
Esta idea forma parte de la analogía platónica de la línea dividida y hace referencia al nivel de conocimiento menos real, según Platón. Se sustenta en la realidad sensible y gracias a este podemos llegar a conocer la realidad de una forma indirecta, por medio de una sombra, siendo el nivel más alejado de la verdad. Su grado de ser es mínimo, ya que tener menos ser que una sombra sería no ser nada. Es el grado más bajo de conocimiento porque aquello que conoce no tiene apenas consistencia. 
Platón coloca en este nivel de conocimiento disciplinas cómo la poesía y la pintura, porque su único fin es imitar las cosas sensibles de una manera creíble. Lo único que hacen, según Platón, es producir imágenes de lo sensible y crear un mundo de apariencias para persuadir al público, y para esto no necesitan de un conocimiento puntual de lo que están imitando.
Este término puede interpretarse de varias maneras. Por ejemplo, esta es la incapacidad de percibir si una percepción es una imagen de otra cosa. Por ende, ello nos impediría percibir que un sueño, un recuerdo, o un reflejo en un espejo no son la realidad como tal. Otro significado, planteado por estudiosos tales como Yancey Dominick, sería el de que esta es una forma de entender los objetos originales, a partir de los cuales se generan aquellos que se consideran como eikasía. Esto podría permitir a uno tanto el discernir la imagen de la realidad, como la forma en que uno puede evitar confundir el reflejo de un árbol en un charco con un árbol.